# Psaliodes tripartita
Psaliodes tripartita är en fjärilsart som beskrevs av W. Warren 1904. Psaliodes tripartita ingår i släktet Psaliodes och familjen mätare. Inga underarter finns listade i Catalogue of Life.